# エフェクト

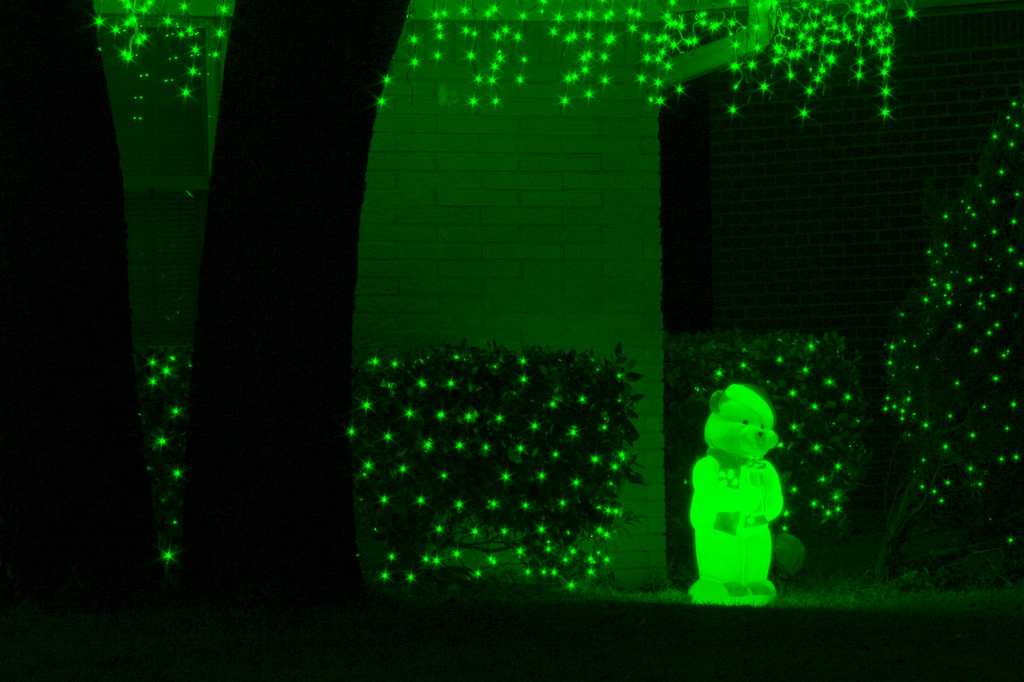
風景写真をエフェクトで緑基調にしたもの

エフェクト (effect) とは、英語で「効果」「影響」「結果」の意味。
元からあるものに対して加工を加える、もしくは加えた場合などに使われる。
基本的には映像（動画）や音声を加工する場合に用いられるのが一般的である。また、時として映像の背景にある物（飾りを初めとして、雲や雷、雨）を指す場合もある。その場合は実際その映像が撮られたり録音された時点での実際の天候ではなく、人為的に加えられたものだけを指すのが通常である。例えば実際は晴天なのに、カメラの前にジョウロで水を流せばあたかも天気雨のシーンを作る事が可能であり、これも一種のエフェクトと捉えることができる。

## 様々なエフェクト
- SFX - 映像、動画に特殊効果を与える。
- 効果音 - ドラマなどでより派手に見せるため実際の音と差し替えられる場合がある。
- BGM - 音楽は曲調によってシーンのイメージを大きく変える効果がある。
- ミキシング - 音声バランスを変える等。
- 舞台効果 - 劇などで照明や音楽を鳴らしたり、煙を焚いて雲を表現するなど。
- エコー - 主に歌手が使用。声に重みを持たせたりする。
- シネマエフェクト - VTR収録されたテレビドラマ、およびミュージックビデオなどでfpsを意図的に落として再現する。